# Список национальных лесов США
По состоянию на сентябрь 2015 года, в США существует 154 «национальных леса», которые занимают площадь 762 169 км². Все они управляются Лесной службой (подразделение Министерства сельского хозяйства). Первый национальный лес был создан как «Лесной и земельный заповедник Йеллоустонского парка» 30 марта 1891 года, тогда находившийся в ведении Министерства внутренних дел. В 1897 году вышел «Экологический закон», который определил цели, для которых могут создаваться лесные заповедники: в том числе для резервирования запасов древесины, защиты лесов от застройки и обеспечения надежного водоснабжения. В соответствии с «Законом о лесных заповедниках 1891 года» президент США наделён полномочиями передавать лесные заповедники в общественное достояние. С принятием «Закона о передаче земель 1905 года» лесные заповедники стали частью Министерства сельского хозяйства в рамках недавно созданной Лесной службы.
К 1907 году президент Теодор Рузвельт более чем удвоил площадь лесных заповедников, и Конгресс в ответ ограничил возможности президента объявлять о создании новых заповедников. Национальная лесная система подверглась серьезной реорганизации в 1908 году, а в 1911 году Конгресс санкционировал новые дополнения к системе в соответствии с «Законом Уикса». Цели управления, предусмотренные «Экологическим законом», были расширены «Законом о многократном использовании с устойчивой урожайностью 1960 года», включив в него «отдых на свежем воздухе, пастбища, лесоматериалы, водоразделы, дикую природу и рыболовство», а также создание зон дикой природы.
По состоянию на сентябрь 2015 года Лесная служба управляет заповедниками общей площадью 780 728,15 км², из которых 762 169,48 км² являются «национальными лесами». Оставшиеся примерно 18,5 тысяч км² — это 20 национальных пастбищ, 59 приобретаемых единиц (purchase units), 19 научно-исследовательских и экспериментальных участков, пять проектов землепользования и 37 других территорий. Национальная лесная система имеет обширную и сложную историю реорганизации, поэтому, хотя в настоящее время насчитывается 154 национальных леса (в юридическом плане, имеющие собственные названия), многие из них управляются совместно либо как единый лес, либо как отдельные леса.
Во всех штатах, кроме десяти, есть хотя бы один национальный лес, эти штаты: Коннектикут, Делавэр, Гавайи, Айова, Канзас, Мэриленд, Массачусетс, Нью-Джерси, Северная Дакота и Род-Айленд. Кроме того, в Пуэрто-Рико находится национальный лес Эль-Юнке — единственный «тропический дождевой лес» США. Больше всего (по общей площади) национальных лесов на Аляске: 8,9 миллионов га, затем следуют Калифорния (8,4 миллиона га) и Айдахо (8,3 миллиона га). Также Айдахо является рекордсменом ещё в одном плане: национальные леса занимают 38,2 % от общей площади штата; за ним следуют Орегон (24,7 %) и Колорадо (20,9 %).
Основная часть национальных лесов располагается на северо-западе страны.
Площадь национальных лесов сильно варьируется: самый большой — «Тонгасс» на Аляске, занимающий 67 778 км² (в 2,7 раз превышает площадь второго леса по площади); самый маленький — «Таскиги» в Алабаме (46 км²). Лишь 6 из 154 национальных лесов лежат в пределах одного о́круга.
В представлении обычного человека лес является довольно равнинным участком местности, однако «национальные леса США» часто включают в себя горы, вулканы, горные хребты, а в единичных случаях даже пустыни, ледники и тундру.

## Список
Сортировка по умолчанию — по названию, по алфавиту. Также любой столбец можно отсортировать по алфавиту/в обратном порядке (по возрастанию/убыванию), нажав на заглавие столбца.
| Название                                         | Местонахождение                       | Площадь, км² | Дата создания     | Фото | Краткое описание, ссылки |
| ------------------------------------------------ | ------------------------------------- | ------------ | ----------------- | ---- | --- |
| Айдахо-Пэнхэндл                                  | Айдахо, Монтана, Вашингтон            | 12 441,8     | 1906, 6 ноября    |      | В 1973 году к лесу «Айдахо-Пэнхэндл» юридически были присоединены значительные площади национальных лесов «Каниксу», «Кер-д’Ален» и «Сент-Джо». |
| Аллегени                                         | Пенсильвания                          | 2078,7       | 1923, 24 сентября |      | Единственный национальный лес Пенсильвании. Ключевые достопримечательности: плотина Кинзуа, водохранилище Аллегени, живописные и исследовательские природные зоны «Тионеста», 16 км (из 7700) пешеходной тропы «Северная страна». |
| Ампкуа                                           | Орегон                                | 3990,7       | 1907, 2 марта     |      | Достопримечательность леса — водопад Уотсон высотой 89 м. |
| Анджелес                                         | Калифорния                            | 2677,3       | 1892, 20 декабря  |      | Расположенный в горах Сан-Габриэль на окраине Большого Лос-Анджелеса, этот национальный лес включает в себя пять зон дикой природы. Бо́льшая часть леса покрыта густым чапаралем. Лес примечателен сильным перепадом высот: от 370 м н. у. м. до 3068 м н. у. м. (гора Сан-Антонио). |
| Анджелина                                        | Техас                                 | 623,8        | 1936, 13 октября  |      | Лес, состоящий в основном из длиннохвойной, ладанной и короткохвойной сосны, включает в себя две дикие зоны и граничит с водохранилищем Сэм-Рэйбёрн. В лесу живёт довольно редкая птица — кокардовый дятел, также лес является местом зимовки белоголовых орланов. |
| Анкомпагре                                       | Колорадо                              | 3851,7       | 1905, 14 июня     |      | Лес включает в себя северную часть гор Сан-Хуан, плато Анкомпагре и хребет Анкомпагре. |
| Апалачикола                                      | Флорида                               | 2331,5       | 1936, 13 мая      |      | Является крупнейшим национальным лесом Флориды, включает в себя более 1100 га открытых водных пространств и 108 км «Флоридской тропы». Примечательные пещеры и карстовые воронки (участок «Леон-Синкс»), историческая достопримечательность «Проспект-Блафф», река Апалачикола. |
| Апачи—Ситгривс                                   | Аризона, Нью-Мексико                  | 10 628,3     | 1898, 17 августа  |      | Лес охватывает Моголлонский хребет и Белые горы, включает в себя 34 озера и более 1090 км рек и ручьёв, что больше, чем в любом другом национальном лесу на засушливом Юго-Западе. |
| Арапахо                                          | Колорадо                              | 2915,4       | 1903, 24 октября  |      | Находится высоко в Скалистых горах и включает в себя шесть заповедных зон. В настоящее время управляется объединённо с национальным лесом «Рузвельт» и национальным пастбищем «Пауни». Лес известен тем, что имеет самую высокую асфальтированную дорогу в Северной Америке, которая поднимается на гору Блу-Скай на высоту 4348 м.                                                                                |
| Биверхед—Дирлодж                                 | Монтана                               | 13 608,1     | 1908, 1 июля      |      | Крупнейший национальный лес Монтаны, охватывает несколько хребтов Скалистых гор. Включает в себя заповедники «Анаконда-Пинтлер» и «Ли-Меткалф» (частично), а также участки Тропы Континентального водораздела и национальной исторической тропы «Не-Персе». |
| Бигхорн                                          | Вайоминг                              | 4473         | 1897, 22 февраля  |      | Расположен в горах Бигхорн, несколько водохранилищ, ок. 2400 км троп. Высшая точка леса — гора Клауд-Пик (4015 м). |
| Биттеррут                                        | Монтана, Айдахо                       | 6453         | 1897, 22 февраля  |      | Расположен в горах Биттеррут и Сапфир, высшая точка — гора Трэппер-Пик (3096 м). |
| Блэк-Хиллс                                       | Южная Дакота, Вайоминг                | 5062,1       | 1897, 22 февраля  |      | Расположен в одноимённых горах. Состоит преимущественно из деревьев вида сосна жёлтая. Содержит 11 водохранилищ, 568 км троп, ок. 2100 км рек и ручьёв. Высшая точка леса — гора Блэк-Элк-Пик (2208 м; высшая точка Южной Дакоты). |
| Бойсе                                            | Айдахо                                | 10 717,2     | 1908, 1 июля      |      | Более 12 200 км рек и ручьёв, более 25 озёр и водохранилищ. |
| Бриджер-Титон                                    | Вайоминг                              | 13 691,7     | 1897, 22 февраля  |      | Является частью экосистемы «Большой Йелоустон». Содержит 27 ледников (на участке «Уинд-Ривер»). Достопримечательность — река Грос-Вентр. |
| Бьенвилл                                         | Миссисипи                             | 729,4        | 1936, 15 июня     |      | Включает в себя несколько озёр и водохранилищ, а также прерию Харрелл (официально считается «ботанической территорией») — самую большую и наименее потревоженную человеком прерию в штате. 76 га девственного леса. |
| Гайавата                                         | Мичиган                               | 3636         | 1931, 16 января   |      | Лес расположен в регионе Верхний полуостров Мичигана. Омывается сразу тремя Великими озёрами: Верхнее, Мичиган и Гурон. |
| Галлатин                                         | Монтана                               | 7485,5       | 1899, 10 февраля  |      | Граничит с всемирно известным Йеллоустонским национальным парком. Около четверти площади леса составляет заповедник «Абсарока-Биртут», также частично включает в себя заповедник «Ли-Меткалф». По лесу протекает река Мадисон, на которой в 1959 году образовалось озеро Куэйк. |
| Ганнисон                                         | Колорадо                              | 6744,1       | 1905, 12 мая      |      | Лес расположен в Скалистых горах. |
| Гиффорд-Пинчот                                   | Вашингтон                             | 5310,6       | 1908, 1 июля      |      | Основная достопримечательность — стратовулкан Сент-Хеленс и окружающая его территория (450 км²), именуемая «национальный вулканический памятник». В лесу 2374 км троп и 6605 км дорог. |
| Гранд-Меса                                       | Колорадо                              | 1402,5       | 1908, 1 июля      |      | Занимает бо́льшую часть столовых гор Гранд-Меса (крупнейшие в мире среди себе подобных: площадь ок. 1300 км²). Средняя высота леса — ок. 3200 м н. у. м. Содержит огромное количество озёр. |
| Грин-Маунтин                                     | Вермонт                               | 1652,8       | 1932, 25 апреля   |      | Расположен в Зелёных горах. Содержит ок. 1400 км троп, в том числе часть известной Аппалачской тропы. |
| Гумбольдт-Тойабе                                 | Невада, Калифорния                    | 25 458,6     | 1906, 3 мая       |      | Крупнейший национальный лес континентальных штатов, второй по площади в стране. Расположен в «Провинции долин и хребтов». |
| Гурон-Манисти                                    | Мичиган                               | 3946,2       | 1928, 30 июля     |      | На территории леса расположен заповедник «Нордхаус-Дьюнс» площадью 14 км², в котором имеются дюны высотой до 43 м. |
| Даниэль-Бун                                      | Кентукки                              | 2283,1       | 1937, 23 февраля  |      | Лес занимает части плато Камберленд и гор Аппалачи. Достопримечательности: несколько водохранилищ, водопад Камберленд, хребет (комплекс каньонов) Ред-Ривер, множество пещер. |
| Де-Сото                                          | Миссисипи                             | 2153,3       | 1936, 17 июня     |      | Основная достопримечательность — «дикая и живописная река» Блэк-Крик. |
| Дельта                                           | Миссисипи                             | 251,3        | 1961, 12 января   |      | Дельта — единственный пойменный лиственный лес среди всех национальных лесов страны (расположен в пойме реки Миссисипи). |
| Дешут                                            | Орегон                                | 6524,4       | 1908, 1 июля      |      | Достопримечательности: вулкан Ньюберри, пещера Лава-Ривер (лавовая трубка длиной 1588 м). |
| Джордж-Вашингтон и Джефферсон                    | Виргиния, Западная Виргиния, Кентукки | 7252,8       | 1918, 16 мая      |      | Леса расположены в Аппалачах: высшая точка — гора Маунт-Роджерс (1750 м; высшая точка Виргинии). 93 000 га составляет девственный лес. Через леса проходит живописная автомобильная дорога Blue Ridge Parkway и пешеходная «Аппалачская тропа». |
| Дикси                                            | Юта                                   | 7631         | 1905, 25 сентября |      | Расположен на границе нагорья Большой Бассейн и реки Колорадо. Лес примечателен сильным перепадом высот: от 850 м н. у. м. до 3449 м н. у. м. (гора Боулдер). |
| Дэви-Крокетт                                     | Техас                                 | 652,1        | 1936, 13 октября  |      | |
| Земля между озёр                                 | Кентукки, Теннесси                    | 693          | 1963, июнь        |      | Фактически является «национальной зоной отдыха». Лес расположен на самом большом внутреннем полуострове США между озёрами Баркли и Кентукки. |
| Иньо                                             | Калифорния, Невада                    | 7920,8       | 1907, 25 мая      |      | Лес расположен в горном хребте Сьерра-Невада. Достопримечательности: девять заповедников, солёное озеро Моно, кальдера Лонг-Валли, гора Уитни (4421 м — самая высокая гора США без учёта гор Аляски), сосны «щетинистого типа». |
| Кайбаб                                           | Аризона                               | 6317,4       | 1908, 1 июля      |      | Лес расположен на плато Колорадо. Граничит с всемирно известным национальным парком «Гранд-Каньон». Максимальная высота леса — 3175 м н. у. м. (гора Кендрик). На территории леса организован заповедник «Канаб-Крик» площадью 305 км²; по лесу проложено ок. 480 км троп. |
| Карибу-Тарги                                     | Айдахо, Вайоминг                      | 10 621,9     | 1905, 23 мая      |      | Множество пещер на участке «Джедедайя-Смит» (самая известная из них — Миннетонка); в лесу обитает большое количество гризли. Примечательные водопады Аппер-Меса и Лоуэр-Меса на реке Хенрис-Форк. |
| Карсон                                           | Нью-Мексико                           | 6015,1       | 1906, 7 ноября    |      | Расположен в горах Сангре-де-Кристо, имеет более 970 км троп. В лесу находится деревня — горнолыжный курорт Таос-Ски-Валли. Высшая точка леса (и штата) — гора Уилер-Пик (4013 м). |
| Кастер                                           | Монтана, Южная Дакота                 | 4813,6       | 1907, 2 марта     |      | Около трёх четвертей площади леса составляет заповедник «Абсарока-Биртут»; в лесу расположена высшая точка Монтаны — гора Гранит-Пик (3904 м). |
| Кисатчи                                          | Луизиана                              | 2458,6       | 1930, 10 июня     |      | Единственный национальный лес Луизианы. Девственные рощи сосен и болотного кипариса в многочисленных байу. В лесу обитает 48 видов млекопитающих, 56 видов рептилий, 30 видов амфибий и 155 видов птиц. |
| Кламат                                           | Калифорния, Орегон                    | 6768,1       | 1905, 6 мая       |      | По лесу протекает 245 км «диких и живописных рек»; 320 км рек, популярных для рафтинга, в том числе река Кламат, в честь которой лес и был назван. Эндемик леса — лилия calochortus persistens. |
| Кливленд                                         | Калифорния                            | 1722,3       | 1893, 25 февраля  |      | В лесу обитает 22 вида растений и животных, находящихся под угрозой исчезновения. |
| Клируотер                                        | Айдахо                                | 6807,1       | 1908, 1 июля      |      | Расположен в горах Биттеррут, занимает часть региона Палус, через лес протекают реки Клируотер и Лохса. |
| Коконино                                         | Аризона                               | 7495,6       | 1898, 17 августа  |      | Достопримечательности: вулканический горный хребет Сан-Франциско-Пикс, Моголлонский хребет, каньоны Ок-Крик и Сикамор, гора Хамфрис-Пик (3852 м — высшая точка штата). |
| Колвилл                                          | Вашингтон                             | 3863,4       | 1907, 1 марта     |      | Содержит 782 км пешеходных троп. Достопримечательности: горный хребет Кеттл-Ривер, горы Селкерк, часть Тихоокеанской Северо-Западной тропы. |
| Конику                                           | Алабама                               | 339,9        | 1936, 17 июля     |      | Состоит преимущественно из сосны болотной; несколько карстовых прудов, много болот. |
| Коронадо                                         | Аризона, Нью-Мексико                  | 6956,3       | 1902, 11 апреля   |      | В лесу распространены т. н. «небесные острова»; примечательная гора Райтсон (2882 м); место наблюдения за птицами — каньон Мадера. На горах Хопкинс (2607 м) и Леммон (2795 м) расположены две обсерватории. |
| Кроатан                                          | Северная Каролина                     | 652,9        | 1936, 29 июля     |      | Единственный прибрежный национальный лес Восточного побережья. Содержит несколько примечательных эстуариев и покосинов. В лесу произрастают редкие насекомоядные растения: венерина мухоловка и несколько видов кувшинных растений. |
| Кутеней                                          | Монтана, Айдахо                       | 7326,3       | 1906, 13 августа  |      | Достопримечательности: горы Кабинет и Селкерк, реки Кутеней и Кларк-Форк, водохранилища Ноксон и Кабинет-Гордж. |
| Лассен                                           | Калифорния                            | 4314,1       | 1905, 2 июня      |      | Лес окружает одноимённый «национальный вулканический парк». Имеет 370 км² девственного леса. Для туристов открыта лавовая трубка «Метро-пещера» длиной 480 м. |
| Линкольн                                         | Нью-Мексико                           | 4433,2       | 1902, 26 июля     |      | Лес включает в себя (частично) четыре горных хребта: Капитан, Гваделупа, Сакраменто и Сьерра-Бланка, поэтому он примечателен сильным перепадом высот: от 1200 м н. у. м. до 3500 м н. у. м. Лес является «местом рождения» Медведя Смоки. |
| Лоло                                             | Монтана                               | 9056,7       | 1906, 20 сентября |      | Лес содержит ок. 1100 км троп и огромное количество озёр, в водах которых обитают более 20 видов промысловых рыб. |
| Лос-Падрес                                       | Калифорния                            | 7172         | 1898, 2 марта     |      | Лес включает в себя (частично) горные хребты Трансверс и Калифорнийские береговые хребты. На территории организованы 10 заповедников, которые составляют ок. 48 % от общей площади леса. Проложено 2023 км троп. |
| Льюис-энд-Кларк                                  | Монтана                               | 7573,7       | 1897, 22 февраля  |      | Лес включает в себя семь горных хребтов, а также значительные части заповедников «Боб-Маршалл» и «Скейпгоут». |
| Малур                                            | Орегон                                | 5992,7       | 1908, 1 июля      |      | Лес расположен в Голубых горах, его высшая точка — гора Строберри (2756 м). На территории организован ботанический заповедник, где произрастает редкое для Орегона дерево — кипарис нутканский. |
| Манти — Ла-Сал                                   | Юта, Колорадо                         | 5139,4       | 1903, 29 мая      |      | Лес включает в себя горы Ла-Сал и Абахо, его высшая точка — гора Маунт-Пил (3879 м). На территории организован заповедник «Тёмный каньон». |
| Марк-Твен                                        | Миссури                               | 6090         | 1939, 11 сентября |      | Несмотря на то, что «Марк-Твен» далеко не самый большой национальный лес США по площади, он занимает части 29 округов, в чём является рекордсменом страны. |
| Маунт-Бейкер — Снокуалми                         | Вашингтон                             | 10 371,9     | 1897, 22 февраля  |      | Лес расположен в Каскадных горах, на его территории находится известный стратовулкан Бейкер (3288 м). Достопримечательности: национальная зона отдыха «Маунт-Бейкер» (34 км²), участки троп «Маршрут тихоокеанского хребта» и «Тихоокеанская Северо-Западная тропа», десять заповедников (частично на территории леса).                                                                                            |
| Маунт-Худ                                        | Орегон                                | 4327,8       | 1892, 17 июня     |      | «Ядро» леса — высшая точка штата, стратовулкан Худ (3429 м). На территории организованы девять заповедников. |
| Медисайн-Боу — Раутт                             | Колорадо, Вайоминг                    | 8944,9       | 1902, 22 мая      |      | Лес включает в себя несколько хребтов Скалистых гор, его высота варьируется от 1700 м н. у. м. до 3940 м н. у. м. На территории организовано 10 заповедников, есть водохранилище площадью 2 км². |
| Мендосино                                        | Орегон                                | 5992,7       | 1908, 1 июля      |      | Единственный (из 20) национальный лес Калифорнии, к которому не ведет крупная асфальтированная дорога. |
| Модок                                            | Калифорния                            | 6800,4       | 1904, 29 ноября   |      | На территории леса расположен вулкан Медисайн-Лейк (2414 м — крупнейший щитовой вулкан Северной Америки). 176 км² девственного леса, заповедник «Саут-Уорнер» (285 км²). |
| Мононгахила                                      | Западная Виргиния                     | 3725,5       | 1920, 28 апреля   |      | Включает в себя зону отдыха «Спрюс-Ноб — Сенека-Рокс» (400 км²) и восемь заповедников. Достопримечательности: гора Спрюс (1482 м — высшая точка штата), скалы Сенека — крупные живописные кварцитовые утёсы и обрывы. |
| Нантахала                                        | Северная Каролина                     | 2154,1       | 1907, 6 февраля   |      | «Ядро» леса — река Нантахала. Проложено 970 км троп, высота варьируется от 370 м н. у. м. до 1800 м н. у. м. |
| Не-Персе                                         | Айдахо                                | 8998,5       | 1908, 1 июля      |      | Лес включает в себя части четырёх заповедников: «Фрэнк-Черч — Ривер-оф-Ноу-Ретёрн», «Госпел-Хамп», «Хеллс-Каньон» и «Селуэй-Биттеррут». |
| Небраска                                         | Небраска                              | 569,8        | 1902, 16 апреля   |      | Лес был создан в 1902 году известным ботаником Чарльзом Бесси в качестве эксперимента, чтобы выяснить, можно ли создать лес в полупустынных районах Великих равнин для использования в качестве национального древесного резервата. |
| Озарк — Сент-Фрэнсис                             | Арканзас                              | 4667,5       | 1908, 5 марта     |      | По лесу проложено ок. 640 км троп. Для туристов открыта трёхуровневая пещерная система Бланчард-Спрингс. |
| Окала                                            | Флорида                               | 1556,8       | 1908, 24 ноября   |      | Заповедный статус леса охраняет самую большую группу деревьев вида сосна песчаная в мире. Огромное количество озёр, рек и ручьёв, родников. По лесу проходит участок «Флоридской тропы». |
| Оканоган-Уэнатчи                                 | Вашингтон                             | 17 221,7     | 1911, 1 июля      |      | В лесу проложено 2068 км троп, в том числе участок тропы «Маршрут тихоокеанского хребта». См. тж. ниже о национальном лесе «Уэнатчи». |
| Олимпик                                          | Вашингтон                             | 2556,8       | 1897, 22 февраля  |      | Национальный лес «Олимпик» окружает национальный парк «Олимпик», оба они расположены на полуострове Олимпик. На территории леса организованы пять заповедников, занимающих ок. 14 % его общей площади. Лес примечателен очень большим количеством осадков. |
| Оттава                                           | Мичиган                               | 4010,3       | 1931, 27 января   |      | Лес расположен в регионе Верхний полуостров Мичигана. Огромное количество озёр, ок. 3200 км рек и ручьёв, три заповедника. |
| Оцеола                                           | Флорида                               | 648,3        | 1931, 10 июля     |      | Через лес проходит 37 км «Флоридской тропы». |
| Очоко                                            | Орегон                                | 3459,3       | 1911, 1 июля      |      | Лес известен множеством странных геологических образований (занимает часть гор Очоко). 380 км² девственного леса, верховья реки Крукед. |
| Пайетт                                           | Айдахо                                | 9416,1       | 1905, 3 июня      |      | Достопримечательности: горы Семь Дьяволов, часть заповедника «Фрэнк-Черч — Ривер-оф-Ноу-Ретёрн», горнолыжный курорт «Брюндейдж-Маунтин»; вплотную к лесу примыкает (но не входит в него) живописный Адский Каньон. |
| Пайк                                             | Колорадо                              | 4435,9       | 1892, 11 февраля  |      | Лес включает в себя гору Пайкс-Пик (4302 м), три заповедника, водохранилище Рампарт площадью 1,2 км². |
| Писга                                            | Северная Каролина                     | 2061         | 1916, 17 октября  |      | Лес забирается на высоту до 1800 м н. у. м. (Северная Каролина — довольно равнинный штат, её максимальная высота — 2037 м, средняя — 210 м). 189 км² — девственный лес (из них 40 км² — в заповеднике «Линвилл-Гордж»). |
| Плумас                                           | Калифорния                            | 4814         | 1905, 27 марта    |      | 510 км² — девственный лес. Несколько примечательных водохранилищ: Литл-Грасс-Валли, Бакс-Лейк. |
| Подразделение по управлению бассейном озера Тахо | Калифорния, Невада                    | 615,2        | 1973, апрель      |      | Этот «национальный лес» (условно говоря) состоит из небольших частей национальных лесов «Эльдорадо», «Тахо» и «Гумбольдт-Тойабе». Был выделен в отдельный заповедник в 1973 году, чтобы обеспечить сохранность рек, впадающих в уникальное озеро Тахо. |
| Прескотт                                         | Аризона                               | 5086,9       | 1898, 10 мая      |      | Лес примечателен широким разнообразием типов растительности: от характерной для пустыни Сонора до сосны жёлтой в высокогорьях. В лесу организованы восемь заповедников, проложено 720 км троп. |
| Рио-Гранде                                       | Колорадо                              | 7436,8       | 1908, 1 июля      |      | В лесу находится верховье реки Рио-Гранде; частично горы Сан-Хуан и Сангре-де-Кристо. Высота леса достигает 4374 м н. у. м. (гора Бланка-Пик), откуда открывается вид на долину Сан-Луис и национальный парк «Великие Песчаные Дюны». |
| Рог-Ривер — Сискию                               | Орегон, Калифорния                    | 6956,1       | 1893, 28 сентября |      | Ок. 75 % площади леса — водосборный бассейн реки Рог. В лесу растёт самая высокая (из ныне известных) сосна в мире (81,79 м по данным на январь 2011 года). |
| Рузвельт                                         | Колорадо                              | 3294,5       | 1902, 22 мая      |      | |
| Сайусло                                          | Орегон                                | 2550,7       | 1908, 1 июля      |      | На территории организована «национальная зона отдыха» «Орегонские Дюны» (128 км²), три заповедника, «живописная исследовательская зона» «Каскадная Голова», «живописная ботаническая зона» «Мэрис-Пик»; достопримечательность — Прибрежный хребет Центрального Орегона. Высшая точка леса — гора Мэрис-Пик (1250 м).                                                                                               |
| Салмон-Чаллис                                    | Айдахо                                | 17 106       | 1908, 1 июля      |      | «Ядро» леса — река Салмон. В лесу частично расположен заповедник «Фрэнк-Черч — Ривер-оф-Ноу-Ретёрн», а также высшая точка штата — гора Бора-Пик (3859 м). |
| Самтер                                           | Южная Каролина                        | 1508,6       | 1936, 13 июля     |      | Достопримечательности: заповедник «Элликотт-Рок» (33 км²), 22 водопада высотой от 3,7 до 46 м. |
| Сан-Бернардино                                   | Калифорния                            | 2747,7       | 1893, 25 февраля  |      | Основная достопримечательность — «национальный памятник» (частично на территории леса) «Горы Санта-Роза и Сан-Хакинто». Лес окружает водохранилище Лейк-Эрроухед (3,2 км²) и несколько водохранилищ поменьше. |
| Сан-Исабель                                      | Колорадо                              | 4486,5       | 1902, 11 апреля   |      | В лесу находятся 19 из 54 «четырнадцатитысячников» штата, в том числе его высшая точка — гора Элберт (4401 м; также это — высшая точка Скалистых гор и вторая по высоте гора в континентальных штатах). Другие достопримечательности леса: хребты Саватч и Сангре-де-Кристо. |
| Сан-Хуан                                         | Колорадо                              | 7545,7       | 1905, 3 июня      |      | Достопримечательности: «национальный памятник» «Чимни-Рок», заповедник «Веминуше» (2023 км² — это крупнейший заповедник штата). Перепад высот леса от 1500 м н. у. м. до 4300 м н. у. м. |
| Санта-Фе                                         | Нью-Мексико                           | 6251,4       | 1892, 11 января   |      | Высшая точка леса — гора Тручас-Пик (3995 м). В лесу проложено 1613 км троп. Достопримечательность: кальдера Валлес. |
| Секвойя                                          | Калифорния                            | 4610,3       | 1908, 1 июля      |      | Достопримечательность: «национальный памятник» «Гигантская секвойя» (1326 км²; содержит 38 рощ секвойядендрона гигантского, в том числе известный экземпляр, имеющий собственное имя — Бул высотой 82 м (6-я секвойя по высоте в мире) и возрастом более 2000 лет). В лесу проложено ок. 4000 км дорог (как ухоженных так и заброшенных) и ок. 1370 км троп, в том числе участок «Маршрута тихоокеанского хребта». |
| Сибола                                           | Нью-Мексико                           | 6541,5       | 1906, 6 ноября    |      | Лес примечателен сильным перепадом высот: от 1500 м н. у. м. до 3446 м н. у. м. (стратовулкан Тейлор). |
| Сикс-Риверс                                      | Калифорния                            | 3954,1       | 1947, 1 июля      |      | Лес назван так («Шесть Рек») в связи с тем, что здесь протекают реки Смит, Кламат, Тринити, Мэд, Ван-Дазен и Ил. Также в лесу протекает «дикая и живописная река» Салмон. |
| Сотут                                            | Айдахо, Юта                           | 7293         | 1905, 29 мая      |      | Огромное количество озёр, ок. 1600 км троп и дорог, десять горных хребтов (высшая точка леса — гора Хиндмен-Пик, 3661 м), четыре горнолыжных курорта. На территории леса организованы одноимённые «национальная зона отдыха» и заповедник. В лесу произрастают редкие растения castilleja christii и cymopterus davisii, живёт редкая птица loxia sinesciuris, в реках водится редкая рыба cottus leiopomus.       |
| Станислаус                                       | Калифорния                            | 3639,9       | 1897, 22 февраля  |      | По лесу проложено ок. 1300 км троп, организованы четыре заповедника, в том числе «Карсон-Айсберг» и «Эмигрант». |
| Супериор                                         | Миннесота                             | 8472,5       | 1909, 13 февраля  |      | Достопримечательность: заповедник «Пограничные во́ды для каноэ» площадью 4400 км². В нём проложено ок. 2400 км маршрутов для каноэ, огромное количество озёр, ок. 2200 кемпингов. Высшая точка леса (и штата) — гора Игл (701 м). |
| Сьерра                                           | Калифорния                            | 5306,4       | 1893, 14 февраля  |      | Лес расположен на склонах хребта Сьерра-Невада, высшая его точка достигает 4263 м. Множество озёр, 11 водохранилищ, ок. 2900 км рек и ручьёв. |
| Сэбин                                            | Техас                                 | 651,9        | 1936, 13 октября  |      | Лес граничит с крупным водохранилищем Толидо-Бенд. Имеет всего 45 км троп. Основное дерево леса — бук крупнолистный. |
| Сэм-Хьюстон                                      | Техас                                 | 660,7        | 1936, 13 октября  |      | Лес граничит с крупными водохранилищами Конро и Ливингстон. |
| Сэмюэл-Р.-Маккелви                               | Небраска                              | 468,8        | 1971, 15 октября  |      | Лес расположен в регионе «Песчаные холмы Небраски». Представляет собой нечто среднее между прерией и лесом; деревья здесь стали насаждать с 1903 года, лучше всех прижилась сосна жёлтая. |
| Талладига                                        | Алабама                               | 1590,4       | 1936, 17 июля     |      | На территории организованы два заповедника: «Чиха» и «Гора Даггер». |
| Таскиги                                          | Алабама                               | 45,9         | 1959, 27 ноября   |      | Самый маленький национальный лес страны. |
| Тахо                                             | Калифорния                            | 3532,8       | 1899, 13 апреля   |      | «Ядро» парка — уникальное озеро Тахо. На территории леса частично расположен заповедник «Гранит-Чиф». Достопримечательности: гора Сьерра-Баттс (2619 м), огромное количество озёр и водохранилищ. |
| Томбигби                                         | Миссисипи                             | 273          | 1959, 27 ноября   |      | |
| Тонгасс                                          | Аляска                                | 67 778,2     | 1907, 10 сентября |      | Крупнейший национальный лес страны. На его территории организованы 19 заповедников, которые занимают ок. трети общей площади леса. Достопримечательности: «национальные памятники» «Туманные Фьорды», «Остров Адмиралти». |
| Тонто                                            | Аризона                               | 11 601       | 1905, 3 октября   |      | Крупнейший из шести национальных лесов штата (9-й (из 154) по площади в стране). Высота леса над уровнем моря варьируется от 427 м (пустыня Сонора) до 2256 м (Моголлонский хребет). |
| Уайт-Маунтин                                     | Нью-Гэмпшир, Мэн                      | 3082,4       | 1918, 16 мая      |      | Лес расположен, как явствует из названия, в Белых горах. Достопримечательность — гора Вашингтон (1917 м). |
| Уайт-Ривер                                       | Колорадо                              | 9257,2       | 1891, 16 октября  |      | «Ядро» парка, как явствует из названия, — Белая река. На территории организованы восемь заповедников, двенадцать горнолыжных курортов, ок. 4000 км троп, ок. 3100 км дорог; достопримечательности — четыре крупных водохранилища, десять «четырнадцатитысячников». |
| Уаллауа-Уитмен                                   | Орегон, Айдахо                        | 9151,9       | 1905, 6 мая       |      | Высота лес варьируется от 267 м н. у. м. (Адский Каньон) до 3000 м н. у. м. (гора Сакаджауиа-Пик). |
| Уилламетт                                        | Орегон                                | 6805,5       | 1933, 1 июля      |      | Ок. 20 % площади леса — заповедники, но тем не менее в нём проложено большое количество дорог: ок. 9700 км. Достопримечательности: исток реки Уилламетт, семь гор, несколько «диких и живописных рек». |
| Уильям-Б.-Бэнкхед                                | Алабама                               | 736,5        | 1918, 15 января   |      | В лесу организован заповедник «Сипси» площадью 101 км²; проложено 246 км троп, много водопадов. |
| Уосатч-Кашэ                                      | Юта, Вайоминг, Айдахо                 | 6504         | 1897, 22 февраля  |      | Лес включает в себя горный хребет Уосатч. |
| Уошито                                           | Арканзас, Оклахома                    | 7225,5       | 1907, 18 декабря  |      | «Ядро» леса — одноимённые горы (или, скорее, холмы: максимальная их высота — 839 м). Ок. 3200 км² (ок. 44 % от общей площади) — девственный лес. |
| Уэйн                                             | Огайо                                 | 984,1        | 1951, 1 октября   |      | Единственный национальный лес штата. Расположен в подножиях Аппалачей, имеет ок. 480 км троп, в том числе по лесу проходит часть пешеходной тропы «Северная страна». |
| Уэнатчи                                          | Вашингтон                             | 7037,7       | 1908, 1 июля      |      | На территории организовано шесть заповедников, живописное озеро Ваптус длиной ок. 3 км. |
| Фингер-Лейкс                                     | Нью-Йорк                              | 66,2         | 1983              |      | Расположен между живописными «Пальчиковыми» озёрами Сенека и Кейюга. По лесу проходит часть пешеходной тропы «Северная страна». |
| Фишлейк                                          | Юта                                   | 5880         | 1899, 10 февраля  |      | «Ядро» леса — озеро Фиш, в честь которого он и назван. Лес захватывает часть хребта Тушар: высшая точка леса — гора Делано-Пик (3711 м). Лес является домом для пандо — клональной колонии тополя осинообразного, оно охватывает площадь в 43 га, вес растения оценивается в 6000 тонн, что делает его самым тяжёлым ныне известным живым организмом во Вселенной. Возраст зарождения оценивается в 80 тысяч лет.  |
| Флатхед                                          | Монтана                               | 9767,4       | 1897, 22 февраля  |      | Лес граничит со всемирно известным национальным парком «Глейшер». В нём живут такие примечательные животные как гризли и канадская рысь, в реках водится редкая рыба salvelinus confluentus. На территории леса организованы четыре заповедника, в том числе «Боб-Маршалл» (4085 км²) и «Грейт-Бэр» (1160 км²). |
| Фримонт-Уинема                                   | Орегон                                | 9120,8       | 1906, 17 сентября |      | Лес включает в себя горы Уорнер (высшая точка — 3015 м), граничит с всемирно известным национальным парком «Озеро Крейтер». |
| Фрэнсис-Мэрион                                   | Южная Каролина                        | 1046,8       | 1936, 10 июля     |      | По лесу протекает 240 км рек и ручьёв. В лесу живёт довольно редкая птица — кокардовый дятел. |
| Хелена                                           | Монтана                               | 3975,6       | 1906, 12 апреля   |      | Через лес проходит ок. 130 км Тропы Континентального водораздела; на территории леса расположены горы Элкхорн. |
| Хила                                             | Нью-Мексико                           | 10 757,8     | 1899, 2 марта     |      | Лес содержит одноимённый заповедник, который является первым в мире типа «дикие земли» (основан в 1924 году). |
| Холли-Спрингс                                    | Миссисипи                             | 632,3        | 1936, 15 июня     |      | Лес примечателен небольшими озёрами в возвышенных лесах и уникальными низменностями. |
| Хомочитто                                        | Миссисипи                             | 778          | 1936, 20 июля     |      | |
| Хузиер                                           | Индиана                               | 824          | 1961, 1 октября   |      | На территории леса имеется заповедник «Чарльз-Си-Дим» площадью 52 км²; 0,36 км² — девственный лес. |
| Чаттахучи-Окони                                  | Джорджия                              | 3507,7       | 1936, 9 июля      |      | Содержит ок. 690 км троп, в том числе южную оконечность известной Аппалачской тропы. В лесу находится высшая точка штата — гора Брасстаун-Болд (1458 м). |
| Чикамегон-Николет                                | Висконсин                             | 6166,2       | 1933, 2 марта     |      | Содержит огромное количество озёр и родниковых прудов, 1400 км² болот (ок. 23 % от общей площади леса), 793 км пешеходных троп и 470 км пешеходно-автомобильных. |
| Чиппева                                          | Миннесота                             | 2719,3       | 1908, 23 мая      |      | Содержит огромное количество озёр и прудов, 1489 км рек и ручьёв, ок. 1800 км² болот. В лесу гнездится более 180 пар белоголовых орланов, здесь обитают канадская рысь и канадский журавль. |
| Чироки                                           | Теннесси, Северная Каролина           | 2656,3       | 1920, 14 июня     |      | Содержит одиннадцать заповедных зон, три больших озера и более 970 км троп (в том числе 240 км Аппалачской тропы в Великих Дымчатых горах). В лесу обитают 43 вида млекопитающих, 154 вида рыб, 55 видов амфибий и 262 вида птиц. |
| Чугач                                            | Аляска                                | 21 930,3     | 1907, 23 июля     |      | Включает в себя три уникальных пейзажа: дельта реки Коппер, восточная часть полуострова Кенай и залив Принс-Уильям. В реках во множестве обитают лосось и форель. Слово «лес» можно применить к Чугачу довольно условно: более половины его площади занимают тундра и ледники. |
| Шаста-Тринити                                    | Калифорния                            | 9021,6       | 1905, 26 апреля   |      | В лесу 10 103 км рек и ручьёв. Перепад высот леса составляет от 300 м н. у. м. до 4322 м н. у. м. (гора Шаста). На территории организованы пять заповедников, проложено 740 км троп. |
| Шони                                             | Иллинойс                              | 1106,7       | 1939, 6 сентября  |      | Единственный национальный лес штата. На территории организовано семь заповедников, в том числе известный «Сад богов». Проложена тропа «От реки до реки» длиной 261 км. |
| Шошони                                           | Вайоминг                              | 9870,7       | 1891, 30 марта    |      | Является частью экосистемы «Большой Йелоустон». Включает в себя части горных хребтов Абсарока, Бэртут и Уинд-Ривер. На территории организованы пять заповедников, которые занимают 56 % леса. Высшая точка леса (и всего штата) — гора Ганнетт-Пик (4210 м). |
| Эль-Юнке                                         | Пуэрто-Рико                           | 116,1        | 1903, 17 января   |      | Единственный «тропический дождевой лес» США, в год над ним выпадает до 510 см дождя. В лесу произрастает 240 видов деревьев, 23 из которых являются эндемиками исключительно этого леса. |
| Эльдорадо                                        | Калифорния                            | 2813         | 1910, 28 июля     |      | Лес расположен в горном хребте Сьерра-Невада. Множество озёр и водохранилищ, 983 км рек и ручьёв, в которых водится большое количество промысловой рыбы. 562 км троп и 3809 км дорог. На территории леса находится заповедник «Десолейшен». |
| Эшли                                             | Юта, Вайоминг                         | 5578,3       | 1908, 1 июля      |      | В лесу находится высшая точка штата Юта: гора Кингс-Пик (4123 м). |
| Юинта                                            | Юта                                   | 3564         | 1897, 2 февраля   |      | Лес включает в себя горный хребет Юинта, примечательные горы леса — Нибо (3637 м) и Тимпаногос (3582 м). |
| Юматилла                                         | Орегон, Вашингтон                     | 5689,5       | 1908, 1 июля      |      | Лес содержит три заповедника, которые занимают ок. 20 % от общей площади. В лесу проложены ок. 1150 км троп и ок. 3200 км дорог. Крупнейшая популяция вапити среди всех национальных лесов страны. |
| Юуарри                                           | Северная Каролина                     | 207,3        | 1961, 12 января   |      | Лес граничит с живописным озером Бэдин (площадь 22 км², глубина до 58 м). |